# جوزپه جیبیلیسکو
جوزپه جیبیلیسکو (ایتالیایی: Giuseppe Gibilisco؛ زادهٔ ۵ ژانویهٔ ۱۹۷۹) ورزشکار سابق و مربی پرش با نیزه اهل ایتالیا است.
وی در مسابقات کشوری و بین‌المللی در مجموع برندهٔ ۳ مدال طلا، ۵ مدال نقره، ۲ مدال برنز شده‌است.